# عبد الوهاب دربال
عبد الوهاب دربال هو رجل قانون جزائري، وقيادي سابق في حركة النهضة الإسلامية، تقلد سابقاً مناصب رسمية عدة، عُيّن لرئاسة اللجنة العليا المستقلة لمراقبة الانتخابات التي استُحدثت لأول مرة في البلاد بموجب تعديل دستوري جرى بداية عام 2016.

## دراسته
يملك عبد الوهاب دربال دكتوراه في القانون الدستوري تحصل عليها من بريطانيا.

## مناصب
- أستاذا في جامعة عنابة.
- نائب في المجلس الشعبي الوطني (الغرفة الأولى للبرلمان) في الانتخابات التشريعية التي جرت عام 1997.
- ممثلا لحركة النهضة عن ولاية سطيف.
- عين وزيرا مكلفا بالعلاقات مع البرلمان عام 1999 في الحكومة الأولى للرئيس بوتفليقة.
- مستشارًا لرئاسة الجمهورية الجزائرية.
- عضو في قيادة حملة الرئيس عبد العزيز بوتفليقة في انتخابات 2004 و2009.
- ترأس مكتب جامعة الدول العربية لدى الاتحاد الأوروبي في بروكسل من 2005 إلى 2011.
- سفيرًا للجزائر لدى المملكة العربية السعودية حتى ربيع 2016.
- عُيّن سفيرًا للجزائر لدى منظمة المؤتمر الإسلامي.

## سيرة
انتخب بالمجلس الشعبي الوطني سنة 1997 ممثلا لحزب النهضة ليتقلد بعدها على التوالي منصب وزير مكلف بالعلاقات مع البرلمان ثم مستشار برئاسة الجمهورية قبل أن يُكلف بقيادة مكتب الجامعة العربية لدى الإتحاد الأوربي ببروكسل، كما عُين سفيرا للجزائر لدى المملكة العربية السعودية.